# Badre Almutadidi
Abunajém Badre Almutadidi (Abu'l-Najm Badr al-Mu'tadidi) foi o comandante militar chefe do Califado Abássida durante o reinado do califa Almutadide (r. 892–902). Originalmente um escravo militar (gulam ou maula) que serviu sob o futuro Almutadide na supressão da Rebelião Zanje, sua habilidade e lealdade levaram-no a tornar-se o comandante-em-chefe do califa, exercendo considerável influência no governo do Estrado por todo o reinado de Almutadide. Ele foi executado em 14 de agosto de 902 devido às maquinações do vizir ambicioso, Alcacim ibne Ubaide Alá.

## Vida

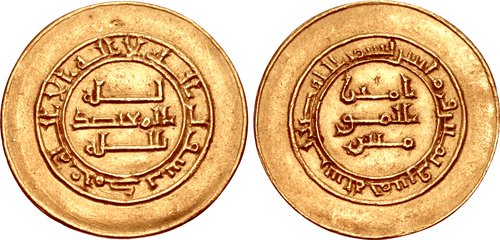
Dinar de ouro de Almutadide r.

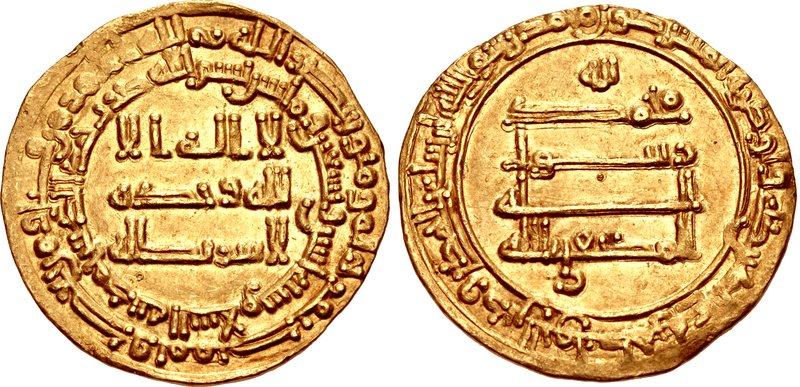
Dinar de ouro do califa Almoctafi r.

Badre foi filho de um dos escravos libertos (maulas) do califa Mutavaquil (r. 847–861), cujo nome é incerto (Cur ou Cair). Ele começou sua carreira como um estribeiro sob o mestre do estábulo de Almuafaque (r. 870–891), o regente do califado durante o reinado de seu irmão Almutâmide (r. 870–892) e pai do futuro califa Almutadide (r. 892–902). Ele então tornou-se membro dum grupo de escravos militares ou pajens (gulans) recrutados por Almutadide para as campanhas contra a Rebelião Zanje, e logo aparece como uma das figuras mais proeminentes entre este grupo. Como os outros gulans de Almutadide, seu nome é um "nome de animal de estimação" em vez de um nome regular, significando "lua cheia". Outrossim, seu cúnia foi "Abunajém" ("Pai da Estrela"), e ele teve um filho chamado "Hilal", "lua nova". Durante a Guerra Zanje, os gulans, frequentemente com o jovem Abul Abas como chefe, desempenhou um importante papel na luta, fornecendo aos exércitos abássidas um núcleo profissional, liderança e empreendimentos nos mais difíceis assaltos.
Badre foi um dos mais confiáveis serventes de Almutadide, e tornou-se todo-poderoso sob o patrocínio do último. Já pela época da sucessão de Almutadide como regente do califado em junho de 891, Badre foi nomeado como chefe da segurança (saíbe da xurta) de Bagdá. Quando Almutadide sucedeu no trono em outubro de 892, Badre tornou-se comandante-em-chefe do exército. Além de liderar numerosas expedições em pessoa como parte das campanhas de califa para restaurar o poder abássida, ele também veio a exercer um enorme poder político: poderia executar um veto em todas as decisões governamentais importantes, enquanto sua filha casou-se com um dos filhos de Almutadide, o futuro califa Almoctadir (r. 908–932). Era um firme amigo de Ubaide Alá ibne Solimão, vizir de grande parte do reinado de Almutadide, a quem foi frequentemente capaz de proteger dos ataques de fúria do califa. A relação de trabalho suave deles era instrumental para impedir o atrito entre os militares e a burocracia civil que havia debilitado governantes anteriores. Como tal, foi frequentemente elogiado pelos poetas cortesões, juntamente com o próprio califa, particularmente Alçuli. Em Bagdá, foi confiado com a supervisão da reconstrução da Grande Mesquita da cidade, originalmente fundada por Almançor (r. 754–775). Ele também construiu um palácio para si no novo distrito palaciano situado na porção da cidade a leste do rio Tigre, em honra a quem o portão vizinho de Babal Chaça (Porta Privada) tornou-se conhecida como Babe Badre.

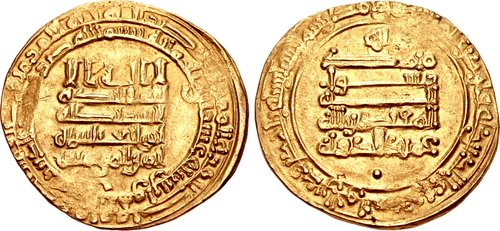
Dinar de ouro do califa Almoctadir r.

Quando Ubaide Alá morreu em 901, seu patrocínio foi instrumento para assegurar a sucessão do filho de Ubaide Alá, Alcacim, no vizirado, mas o último não exibiu qualquer gratidão por isso. De fato, Alcacim logo começou a criar intrigas entre o califa e seus filhos, mas quando tentou aproximar-se de Badre para assegurar o apoio do exército, ele foi rejeitado com indignação. Alcacim foi salvo de ser denunciado e executado pela ausência de Badre, que estavam em campanha, da capital, e pela súbita morte de Almutadide em abril de 892. Como Badre ainda representava uma ameaça, Alcacim moveu-se rapidamente para difamar o general para o novo califa, Almoctafi. Suas maquinações rapidamente surtiram efeito, e Badre foi forçado a fugir para Uacite. Em seguida, Alcacim seduziu-o para retornar à Bagdá sob garantia de passagem segura (amane), mas em 14 de agosto de 902 em Almadaim, os agentes do vizir atacaram Badre enquanto estava orando e cortaram sua cabeça e enviaram ao califa. O corpo foi deixado para trás, e depois recuperado por seus parentes e enviado para ser sepultado em Meca. A morte de Badre foi criticada pelos poetas do período, e mesmo o califa, "que poderia ser esperado dar um suspiro de alívio ao ver a cabeça do uma vez poderoso general", diz-se que teria reprovado Alcacim por isso.